# Тайна Сен-Тропе
«Тайна Сен-Тропе» (фр. Mystère à Saint-Tropez) — франко-бельгийская комедия 2021 года режиссёра Николя Бенаму.

## Синопсис
Парижский комиссар Жан Буллен, самоуверенный, но не самый талантливый детектив, отправляется В Сен-Тропе, чтобы расследовать покушение на жену известного бельгийского миллиардера. На роскошной вилле, где собрались все сливки шоу-бизнеса, инспектору нужно будет отыскать преступника.

## В ролях
- Кристиан Клавье — инспектор Жан Буллен
- Бенуа Пульворд — барон Клод Транша
- Жерар Депардьё — префект Морис Лефранк
- Тьерри Лермитт — Ив Ламарк
- Виржини Хок[фр.] — баронесса Элиана Транша
- Росси де Пальма — Кармен
- Венсан Дезанья[фр.] — Андреас Каламаннис
- Жером Коммандёр[фр.] — Сирил
- Готье Баттоу — Бен
- Жиль Альма[фр.] — Габриэль
- Николя Бриансон[фр.] — Жак Азиза
- Хлоя Ламберт[фр.] — Франсин Азиза
- Элиза Башир Бей — Лора
- Камиль Клари[фр.] — Пегги
- Арно Лоран — Джо Дассен
- Филипа Фенис[фр.] — Анжела
- Жан Делл[фр.] — Кастелли

## Производство
О проекте стало известно в конце 2018 года, когда режиссёр Жан-Мари Пуаре упомянул его в интервью BFM TV: «Я пишу новый сценарий, и мне бы хотелось, чтобы он был экранизирован. Это комедия с участием Кристиана Клавье. Мы пишем вместе с Жаном-Франсуа Алином. Я думаю, что он будет забавным».
Первоначально фильм назывался «Do You Do You Saint-Tropez» как дань уважения фильму «Жандарм из Сен-Тропе» (1964), хотя знаменитая песня в титрах фильма с Луи де Фюнесом в главной роли на самом деле называлась «Douliou-douliou Saint-Tropez».
Съемки проходят в бельгийской провинции Валлонский Брабант (на окраине Брюсселя) и в заливе Сен-Тропе (Сен-Тропе, Кавалер-сюр-Мер, Раматюэль, Гасен).

## Релиз
Фильм был выпущен в мировой прокат 14 июля 2021 года. В премьерный уикэнд во Франции фильм собрал 808 тысяч долларов, что позволило ему дебютировать на 7 месте в чарте. Общие сборы в стране составили 1,1 миллионов долларов. В России фильм вышел 22 июля, итоговые сборы — 60 тысяч долларов. Всего в мире фильм при бюджете в 13,5 миллионов евро (15,2 миллионов долларов) собрал 1,4 миллиона долларов.

## Отзывы критиков
Фильм получил смешанные отзывы критиков. На сайте-агрегаторе AlloCiné средняя оценка фильма составляет три звезды из пяти на основе пяти рецензий.